# Багери, Йосиф
Йосиф Багери (алб. Josif Bageri; 1870, Нистрово, Косовский вилайет — 1916, Приштина) — албанский педагог, поэт и националист.

## Биография
Йосиф Багери родился в Нистрово, расположенном в регионе Горна Река и ныне относящемся к македонскому муниципалитету Маврово и Ростуша, в православной семье. Будучи молодым человеком, он эмигрировал в Софию, где нанялся сапожником и заинтересовался албанским националистическим движением. Неофициальным клубом софийских албанцев был книжный магазин Димитера Моле (1866—1933), уроженца города Корча.
Багери женился на македонской болгарке Василикии (Василке) Божковой.
В январе 1893 года Багери стал одним из основателей культурного общества Deshira («Желание») и был глубоко впечатлён встречей с умирающим албанским поэтом Наимом Фрашери в Стамбуле в конце 1899 года. Багери видел в образовании ключ к албанскому национальному пробуждению и активно, особенно в 1905-1907 годах, занимался продвижением создания школ и обучения на албанском языке. Его сын Христо Багеров был убит в 1906 году в Македонии, будучи бойцом Внутренней македонской революционной организации и сражаясь в чете Боби Стойчева.
С мая 1909 по 1911 год Багери публиковал в Софии газету на албанском языке в Софии под названием Shqypeja e Shqypenis / Albanski orel (Албанский орёл), которая выходила раз в две недели и была посвящена политике и образованию.
После обретения Албанией независимости в 1912 году Багери перебрался в Дуррес, где редактировал национальный еженедельник Ushtimi i Krujës / L'Echo de Croya (Эхо Круи), четырёхстраничную газету, издававшуюся на албанском и французском языках с 1 ноября 1913 по 1914 год. Йосиф Багери умер в Приштине в 1916 году, по-видимому, на обратном пути в Софию. Багери был автором поэтических произведений, прозы, политических статей, комментариев и полемик. Он, в частности, был одним из авторов в антологии Kopësht Malsori (Сад горцев), вышедшей в Софии в 1910 году.

## Память
Йосиф Багери является важной фигурой для православной албанской общины региона Горна Река, которая учредила ассоциацию его имени («Shoqata Josif Bageri»), расположенную в городе Дебар.